# George Benson
George Benson (* 22. března 1943 Pittsburgh, Pensylvánie) je americký jazzový kytarista, a zpěvák.
Svou hudební kariéru začal už ve svých osmi letech, kdy začal zpívat v jednom nočním klubu. V roce 1954 (tedy jako jedenáctiletý) nahrál svou první desku. O šest let později založil vlastní rockovou skupinu, ve které zpíval a hrál na kytaru.
Ovlivněn velkými jazzovými kytaristy jako byli Charlie Christian a především Wes Montgomery, začal od poloviny 60. let hrát výhradně jen jazz. Hrál po boku takových velikánů, jakými byli Miles Davis (na albu Miles In The Sky) nebo Lou Donaldson. Na přelomu šedesátých a sedmdesátých let ho prestižní americký jazzový časopis Jazztime označil za jednoho z největších jazzových kytaristů všech dob.
„Hru na kytaru zvládá virtuózně a to nejenom klasický jazz, ale také pop, R&B nebo swing – a to vždy s obdivuhodnou chutí, ďábelskou rychlostí a výjimečným smyslem pro výstavbu sóla.“

## Diskografie
- George Benson/Jack McDuff; 1964
- The New Boss Guit; 1964
- Benson Burner; 1965
- This is Jazz, Vol. 9; 1965
- Its Uptown; 1966
- George Benson Cookbook; 1966
- Benson Burner; 1966
- Blue Benson; 1967
- Willow Weep For Me; 1967
- Giblet Gravy; 1968
- Shape of Things to Come; 1968
- Goodies; 1968
- The Other Side of Abbey Road; 1969
- I Got A Woman And Some Blues; 1970
- Beyond the Blue Horizon; 1971
- White Rabbit; 1971
- Jazz on a Sunday Afternoon Vol. 1 & 2; 1973
- Wichcraft; 1973
- Body Talk; 1973
- Bad Benson; 1974
- In Concert-Carnegie Hall; 1975
- Good King Bad; 1975
- Breezin'; 1976
- In Flight; 1977
- Livin' Inside Your Love; 1977
- Weekend in L.A; 1977
- Space Album; 1978
- In Your Eyes; 1978
- Take Five; 1979
- Cast Your Fate to the Wind; 1980
- Give Me The Night; 1980
- Pacific Fire; 1983
- 20-20; 1984
- Live in Concert; 1984
- While The City Sleeps; 1986
- Collaboration; 1987
- Tenderly; 1989
- Big Boss Band; 1990
- Midnight Moods; 1991
- The Essence of George Benson; 1992
- Love Remembers; 1993
- The Most Exciting New Guitarist on the Jazz Scene; 1994
- California Dreamin; 1996
- Lil Darlin; 1996
- Thats Right; 1996
- Standing Together; 1998
- Masquerade; 1998
- Absolute Benson; 2000
- All Blues; 2001
- Blue Bossa; 2002
- After Hours; 2002
- Irreplaceable; 2004
- Jazz After Hours with George Benson; 2005
- Best of George Benson; 2005
- Givin' It Up (with Al Jarreau); 2006
- George Benson - Songs And Stories; 2009
- George Benson - Classic Love Songs; 2010